# Lijst van rijksmonumenten in Duiven
De Nederlandse gemeente Duiven telt 12 inschrijvingen in het rijksmonumentenregister. Hieronder een overzicht. 

## Duiven
De plaats Duiven telt 5 inschrijvingen in het rijksmonumentenregister.
| Object                          | Oorspronkelijke functie? | Bouwjaar                 | Architect               | Locatie         | Coördinaten?                 | Nr.?   | Afbeelding        |
| ------------------------------- | ------------------------ | ------------------------ | ----------------------- | --------------- | ---------------------------- | ------ | ----------------- |
| Remigius                        | Kerk en kerkonderdeel    | 12e eeuw                 | J. Cuypers en Jan Stuyt | Remigiusplein 4 | 51° 56' 57" NB, 6° 1' 25" OL | 14175  | Meer afbeeldingen |
| De Magerhorst                   | Kasteel, buitenplaats    | 1549 18e eeuw (herbouwd) |                         | Ploenstraat 48  | 51° 57' 15" NB, 6° 1' 25" OL | 14176  | Meer afbeeldingen |
| Hoeve met T-vormige plattegrond | Boerderij                | 14e/19e eeuw             |                         | Ploenstraat 30  | 51° 57' 7" NB, 6° 1' 14" OL  | 14177  | Meer afbeeldingen |
| Hoeve 't Hoge Veld              | Boerderij                | 16e/19e/20e eeuw         |                         | Rijksweg 62     | 51° 56' 57" NB, 6° 1' 38" OL | 14178  | Meer afbeeldingen |
| Woonhuis                        | Woonhuis                 | 1908                     |                         | Rijksweg 52     | 51° 56' 58" NB, 6° 1' 30" OL | 513651 | Woonhuis          |

## Groessen
De plaats Groessen telt 5 inschrijvingen in het rijksmonumentenregister.
| Object                           | Oorspronkelijke functie?  | Bouwjaar                                        | Architect | Locatie                | Coördinaten?                 | Nr.?  | Afbeelding        |
| -------------------------------- | ------------------------- | ----------------------------------------------- | --------- | ---------------------- | ---------------------------- | ----- | ----------------- |
| Sint-Andreaskerk                 | Kerk en kerkonderdeel     | 13e eeuw uitbreidingen in 1891, 1921, 1932-1933 |           | Dorpsstraat 7          | 51° 55' 54" NB, 6° 1' 46" OL | 14179 | Meer afbeeldingen |
| Boerderij                        | Boerderij                 | eerste helft 19e eeuw                           |           | Heiliglandsestraat 6   | 51° 56' 21" NB, 6° 2' 1" OL  | 14180 | Meer afbeeldingen |
| Huis Rijswijk                    | Boerderij                 | 14e eeuw                                        |           | Rijswijksestraat 2     | 51° 55' 38" NB, 6° 1' 59" OL | 14181 | Meer afbeeldingen |
| De Welvaart (Groessen) (restant) | Industrie- en poldermolen | 1852 (bouw) 1984 (onttakeld)                    |           | Achtergaardsestraat 17 | 51° 55' 54" NB, 6° 1' 59" OL | 14182 | Meer afbeeldingen |
| De Beerenclaauw                  | Boerderij                 | 1898 (herbouwd)                                 |           | Beerenclaauwstraat 8   | 51° 56' 1" NB, 6° 2' 11" OL  | 14185 | Meer afbeeldingen |

## Loo
De plaats Loo telt 2 inschrijvingen in het rijksmonumentenregister.
| Object           | Oorspronkelijke functie? | Bouwjaar             | Architect | Locatie      | Coördinaten?                  | Nr.?  | Afbeelding        |
| ---------------- | ------------------------ | -------------------- | --------- | ------------ | ----------------------------- | ----- | ----------------- |
| St. Antonius Abt | Kerk en kerkonderdeel    | 1878                 | A. Tepe   | Loostraat 34 | 51° 55' 50" NB, 5° 59' 17" OL | 14183 | Meer afbeeldingen |
| Loowaard         | Kasteel, buitenplaats    | derde kwart 16e eeuw |           | Loowaard 1   | 51° 55' 21" NB, 5° 59' 20" OL | 14184 | Meer afbeeldingen |

Aalten ·
Apeldoorn ·
Arnhem ·
Barneveld ·
Berg en Dal ·
Berkelland ·
Beuningen ·
Bronckhorst ·
Brummen ·
Buren ·
Culemborg ·
Doesburg ·
Doetinchem ·
Druten ·
Duiven ·
Ede ·
Elburg ·
Epe ·
Ermelo ·
Harderwijk ·
Hattem ·
Heerde ·
Heumen ·
Lingewaard ·
Lochem ·
Maasdriel ·
Montferland ·
Neder-Betuwe ·
Nijkerk ·
Nijmegen ·
Nunspeet ·
Oldebroek ·
Oost Gelre ·
Oude IJsselstreek ·
Overbetuwe ·
Putten ·
Renkum ·
Rheden ·
Rozendaal ·
Scherpenzeel ·
Tiel ·
Voorst ·
Wageningen ·
West Betuwe ·
West Maas en Waal ·
Westervoort ·
Wijchen ·
Winterswijk ·
Zaltbommel ·
Zevenaar ·
Zutphen